# Pimpinella napiformis
Pimpinella napiformis är en flockblommig växtart som beskrevs av Roberto de Visiani. Pimpinella napiformis ingår i släktet bockrötter, och familjen flockblommiga växter. Inga underarter finns listade i Catalogue of Life.